# 오 헨리 단편집
오 헨리 단편집(O. Henry's Full House)은 미국에서 제작된 헨리 킹 감독의 1952년 영화이다. 프레드 앨런 등이 주연으로 출연하였고 앤드레 해킴 등이 제작에 참여하였다.

## 출연

### 주연
- 프레드 앨런
- 앤 박스터

### 조연
- 진 크레인
- 팔리 그레인저
- 찰스 로튼
- 오스카 레반트
- 마릴린 먼로
- 진 피터스
- 그레고리 라토프
- 데일 로버트슨
- 데이비드 웨인
- 리차드 위드마크
- 조이스 맥켄지
- 리 애이커
- 리처드 로버
- 프레드 켈시
- 리처드 가릭
- 존 스타인벡

## 제작진
- 원작자: O. 헨리

## 같이 보기
- 크리스마스 영화 목록